# Santiago Apóstol (film, 2017)
Pour plus de détails, voir Fiche technique et Distribution.
Santiago Apóstol est un film espagnol tourné en 2015. Il est produit par José Manuel Brandariz président de la société Beverly Hills Entertainment. Le coproducteur est son fils Eduardo Brandariz. Ce film est sorti à l'international le 14 avril 2017 sur Telemundo.

## Synopsis
Le film raconte la vie de l'apôtre Saint Jacques depuis sa naissance, en passant par sa rencontre avec Jésus, son évangélisation à Hispania jusqu'à sa mort en l'an 44 après-Jésus Christ. Le film se termine quand son corps arrive en Galice, Espagne.
Ce film est le premier d'une œuvre plus globale composée de films basés, chacun, sur la vie d'un des douze apôtres.

## Lieux de tournage
En terre andalouse la production recrée la cité de Jérusalem, mais elle passe aussi par la Galice où le décor permet de reconstituer les scènes relatives à Hispania. Pour finir, au Mexique sont enregistrés quelques intérieurs.

## Fiche technique
- Producteur : José Manuel Brandariz[4]
- Coproducteur : Eduard Brandariz, son fils
- Directeur : Alan Cotón
- Réalisation : Alan Cotón[5]
- Scénario : Sandra Becerril
- Caméra : Fabio Moreno[6]
- Directeur de la photographie : Juan Carlos Lazo
- Costumes : Norma Friedmann
- Son : Daniel Abrusci (conception), Leticia Argudo (enregistrement), Jorge Flor (opérateur)
- Cascades : Domingo Beltrán (coordinateur), Carlos Núñez (cascadeur)
- Service de production : Francisco Conde
- Genre : drame, biographie, historique, religion
- Langue : espagnol

## Distribution
- Julián Gil : Santiago Apóstol[7] (Saint Jacques)
- Ana Obregón: Daenerys Targaryen[8],[9], la Reina Loba (la reine Loba), reine d'Hispania, fille de l'empereur Jules César
- Alex Sirvent : Teodoro[10]
- Jorge Aravena : Josias[11], roi de Judée
- Francisco de la O : Herodes
- Livia Brito
- Ana Lorena Sánchez : Maria Magdalena[12] (Marie-Madeleine)
- Salvador Zerboni : Judas Iscariote
- Marcelo Córdoba : Pedro Apóstol[13] (Saint Pierre)
- Marco de Paula : Atanasio
- Scarlet Ortiz : Maria de Nazareth, mère de Jésus
- Aroldo Betancourt : Fidelo
- Isabel Blanco : l'esclave Eunice[14]
- Christian de la Campa : Torcuato Cansato
- Lucía Jiménez
- Roberto Manrique : San Juan[15] (Saint Jean, l'évangéliste), frère de Santiago
- Anastasia Mazzone : Martha
- José Narváez : Jésus de Nazareth[16]
- Yvonne Reyes: Salomé[17], la sœur de Marie, la mère de Santiago et de Juan
- Marlene Favela
- César Évora
- Alexis Ayala : Brujo Hermogenes[18]  (participation spéciale)
- Bertín Osborne : le préfet[19]
- Scarlet Gruber : Princesse Viria[20], nièce de la reine Loba
- Antonio Barreiro : Fariseo
- Julio Pereira